# Liparis
Liparis (Mygblomst) er en slægt af orkidéer, som er udbredt med 350 arter i verden, hvoraf en enkelt forekommer i Europa. Resten er fordelt på de øvrige kontinenter på nær Antarktis og mange oceaniske øer.
Det er spæde, lysegrønne planter med trekantet stængel og oftest to glinsende grundblade. Blomsterstanden består af lysegule blomster i et fåblomstret aks.

## Arter
En enkelt af slægtens 350 arter findes i Europa:
- Mygblomst, Liparis loeselii